# Claude Étienne Minié
Claude Étienne Minié, né le 13 février 1804 à Paris et mort le 14 décembre 1879 dans la même ville, était un inventeur et un officier de l'armée française. Il est célèbre pour avoir conçu, dans les années 1840, le fusil Minié qui permettait un chargement rapide, ainsi que la balle Minié.

## Biographie
Capitaine dans l'armée d'Afrique du Nord, il expérimente des armes et invente en 1849 la carabine qui porte son nom. Il améliore les balles puis quitte l'armée en 1858 pour devenir directeur d'une usine d'armement ainsi que de l’École de mousquets du Caire en Égypte. 
Sa marque de fusils a été amplement utilisée lors de la Guerre de Sécession. 